# Sikandra Rao
Sikandra Rao ist eine Stadt im indischen Bundesstaat Uttar Pradesh. Andere Schreibweisen in der indischen Presse sind auch Sikandra Rau - Sikandrarau.
Die Stadt liegt im Distrikt Hathras. Sikandra Rao hat den Status eines Nagar Palika Parishad. Die Stadt ist in 25 Wards gegliedert. Sie hatte am Stichtag der Volkszählung 2011 insgesamt 46.038 Einwohner, von denen 24.050 Männer und 21.988 Frauen waren. Hindus bilden mit einem Anteil von über 53 % die größte Gruppe der Bevölkerung in der Stadt gefolgt von Muslimen mit über 45 %. Die Alphabetisierungsrate lag 2011 bei 64,99 %.